# Belägringen (film)
Belägringen (engelska: The Siege) är en amerikansk actionthrillerfilm från 1998 i regi av Edward Zwick. Filmen handlar om en situation där en terroristgrupp har utfört ett flertal bombattacker i staden New York. I filmen medverkar Denzel Washington, Annette Bening, Tony Shalhoub och Bruce Willis.

## Handling
En bomb sprängs i New York och gruppen som utfört dådet kräver att shejk Ahmed Ben Talal ska friges. FBI-agenten Anthony Hubbard och CIA-agenten Elise Kraft får hand om fallet. De lyckas lokalisera terroristgruppen som slås ut.

## Rollista
| Denzel Washington | – Anthony "Hub" Hubbard      |
| Annette Bening    | – Sharon Bridger/Elise Kraft |
| Bruce Willis      | – William Devereaux          |
| Tony Shalhoub     | – Frank Haddad               |
| Aasif Mandvi      | – Khalil Saleh               |
| Amro Salama       | – Tariq Husseini             |
| Sami Bouajila     | – Samir Nazhde               |
| Ahmed Ben Larby   | – Shejk Ahmed Ben Talal      |
| Lianna Pai        | – Tina Osu                   |
| Mark Valley       | – Mike Johanssen             |
| David Proval      | – Danny Sussman              |
| Lance Reddick     | – Floyd Rose                 |
| Lisa Lynn Masters | – Reporter                   |